# 坎塔布里亞旗幟
坎塔布里亞旗幟是西班牙坎塔布里亞自治區的區旗。這面旗幟有兩個水平條紋構成，上方是白色，下方是紅色。旗幟中央是坎塔布里亞的紋章。